# Sagi islandzkie

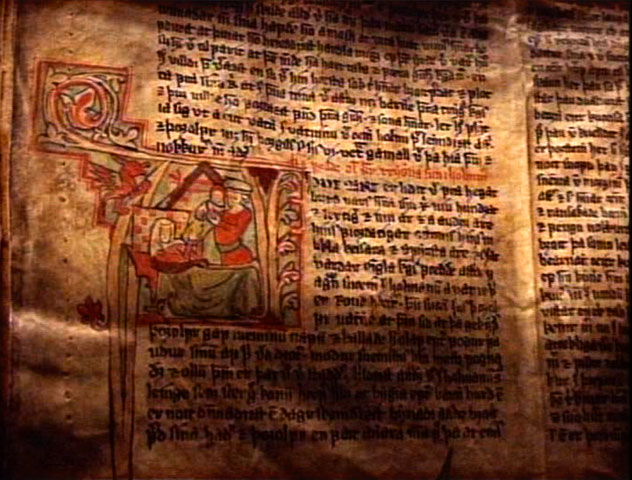
Przykładowa saga islandzka (XII wiek)

Sagi islandzkie (isl. Íslendingasögur) – staroskandynawskie dzieła epickie o legendarnych lub historycznych bohaterach i wybitnych rodach opisujące wydarzenia toczące się na Islandii w X i na początku XI wieku, czyli w okresie pierwszego osadnictwa i kształtowania się zrębów państwowości islandzkiej. Wiele z nich znanych jest również jako sagi rodzinne. Są najbardziej znanymi tworami literatury islandzkiej.
Sagi islandzkie powstawały w XIII, XIV i XV wieku. Opowiadają dzieje wielkich rodów islandzkich; odzwierciedlają zmagania i konflikty, które narosły pośród społeczności drugiej i trzeciej generacji islandzkich osadników. Autorzy sag są nieznani.

## Lista sag islandzkich
- Bandamanna saga
- Bárðar saga Snæfellsáss
- Bjarnar saga Hítdœlakappa
- Brennu-Njáls saga („Saga o Njalu”)
- Droplaugarsona saga
- Egils saga („Saga o Egilu”) – opowiada o przygodach Egilla Skallagrímssona, wojownika-poety i awanturnika
- Eiríks saga rauða („Saga o Eryku Rudym” – dwie wersje) – jedna z dwóch sag winlandzkich; opisuje kolonizację Grenlandii przez Eryka Rudego i odkrycie Winlandii przez Leifa Erikssona
- Eyrbyggja saga (Saga o mieszkańcach Eyri)
- Færeyinga saga („Saga o Wyspach Owczych”)
- Finnboga saga ramma
- Fljótsdæla saga
- Flóamanna saga
- Fóstbrœðra saga (dwie wersje)
- Gísla saga („Saga o Gislim” – dwie wersje)
- Grettis saga („Saga o Grettirze”)
- Grœnlendinga saga („Saga o Grenlandczykach”) – obok „Sagi o Eryku Rudym” druga z sag winladzkich; opisuje kolonizację Grenlandii i wyprawy na zachód
- Gull-Þóris saga
- Gunnars saga Keldugnúpsfífls
- Gunnlaugs saga ormstungu
- Hallfreðar saga (dwie wersje)
- Harðar saga ok Hólmverja
- Hávarðar saga Ísfirðings
- Heiðarvíga saga
- Hrafnkels saga
- Hrana saga hrings
- Hænsna-Þóris saga
- Kjalnesinga saga
- Kormáks saga
- Króka-Refs saga
- Laxdæla saga („Saga rodu z Laxdalu”)
- Ljósvetninga saga (trzy wersje)
- Reykdœla saga ok Víga-Skútu
- Svarfdœla saga
- Valla-Ljóts saga
- Vatnsdœla saga
- Víga-Glúms saga
- Víglundar saga
- Vápnfirðinga saga
- Þorsteins saga hvíta
- Þorsteins saga Síðu-Hallssonar
- Þórðar saga hreðu
- Ölkofra saga